# Eurolaul
Eurolaul (укр. Європісня) — естонський музичний конкурс, організований телекомпанією ETV, що визначав представника Естонії на Пісенному конкурсі «Євробачення» з 1993 по 2008 рік.

## Переможці та їхні результати на пісенному конкурсі Євробачення
Умовні позначення
     Переможець
     Друге місце
     Третє місце
     Четверте місце
     П'яте місце
     Останнє місце
     Автоматичний фіналіст
     Не пройшла до фіналу
     Участь скасовано
| Рік  | Виконавець                       | Пісня                         | Євробачення                | Євробачення                | Євробачення    | Євробачення    |
| Рік  | Виконавець                       | Пісня                         | Фінал                      | Бали                       | Півфінал       | Бали           |
| ---- | -------------------------------- | ----------------------------- | -------------------------- | -------------------------- | -------------- | -------------- |
| 1993 | Яніка Сілламаа                   | «Muretut meelt ja südametuld» | Не вдалося кваліфікуватися | Не вдалося кваліфікуватися | 5              | 47             |
| 1994 | Сільві Врайт                     | «Nagu Merelaine»              | 24                         | 2                          | Без півфіналів | Без півфіналів |
| 1996 | Іво Лінна та Маар'я-Лійс Ілус    | «Kaelakee hääl»               | 5                          | 94                         | 5              | 106            |
| 1997 | Маар'я-Лійс Ілус                 | «Keelatud maa»                | 8                          | 82                         | Без півфіналів | Без півфіналів |
| 1998 | Койт Тооме                       | «Mere lapsed»                 | 12                         | 36                         | Без півфіналів | Без півфіналів |
| 1999 | Евелін Самуель та Камілла        | «Diamond of Night»            | 6                          | 90                         | Без півфіналів | Без півфіналів |
| 2000 | Інес                             | «Once in a Lifetime»          | 4                          | 98                         | Без півфіналів | Без півфіналів |
| 2001 | Танель Падар, Дейв Бентон та 2XL | «Everybody»                   | 1                          | 198                        | Без півфіналів | Без півфіналів |
| 2002 | Сален                            | «Runaway»                     | 3                          | 111                        | Без півфіналів | Без півфіналів |
| 2003 | Ruffus                           | «Eighties Coming Back»        | 21                         | 14                         | Без півфіналів | Без півфіналів |
| 2004 | Neiokõsõ                         | «Tii»                         | Не вдалося кваліфікуватися | Не вдалося кваліфікуватися | 11             | 57             |
| 2005 | Suntribe                         | «Let's Get Loud»              | Не вдалося кваліфікуватися | Не вдалося кваліфікуватися | 20             | 31             |
| 2006 | Сандра Оксенрід                  | «Through My Window»           | Не вдалося кваліфікуватися | Не вдалося кваліфікуватися | 18             | 28             |
| 2007 | Герлі Падар                      | «Partners in Crime»           | Не вдалося кваліфікуватися | Не вдалося кваліфікуватися | 22             | 33             |
| 2008 | Kreisiraadio                     | «Leto svet»                   | Не вдалося кваліфікуватися | Не вдалося кваліфікуватися | 18             | 8              |

## Нотатки
1. ↑  Був проведений відбірковий раунд для нових країн, які хотіли дебютувати на конкурсі 1993 року. Естонія не змогла вийти з цього раунду та була вилучена ЄМС зі списку виступів країн у Мілстріті.